# Jenisej
Jenisej (ros. Енисей, ewenk. Ионесси, chak. Ким, tuw. Улуг-Хем, ket. Chuk, selk. Пӱӱл Тяас-қолд, nien. Енся’ ям’) – rzeka środkowej Syberii w azjatyckiej części Rosji. Jedna z największych rzek Azji i świata. Płynie z gór Azji Centralnej, generalnie z południa na północ, i uchodzi do Morza Karskiego.

## Etymologia
Powszechnie przyjęta nazwa Jenisej pochodzi od ewenkijskiego słowa Ионесси oznaczającego wielką wodę. Ponadto wśród mieszkańców Syberii popularne jest określenie „Ojczulek Jenisej” (ros. Енисей-батюшка).

## Geografia

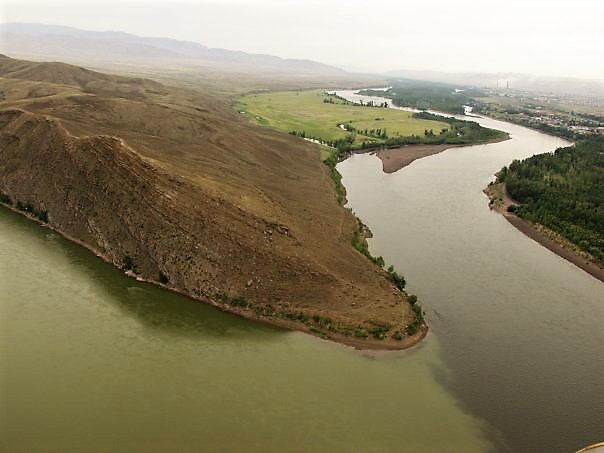
Umowny początek Jeniseju w pobliżu Kyzyłu

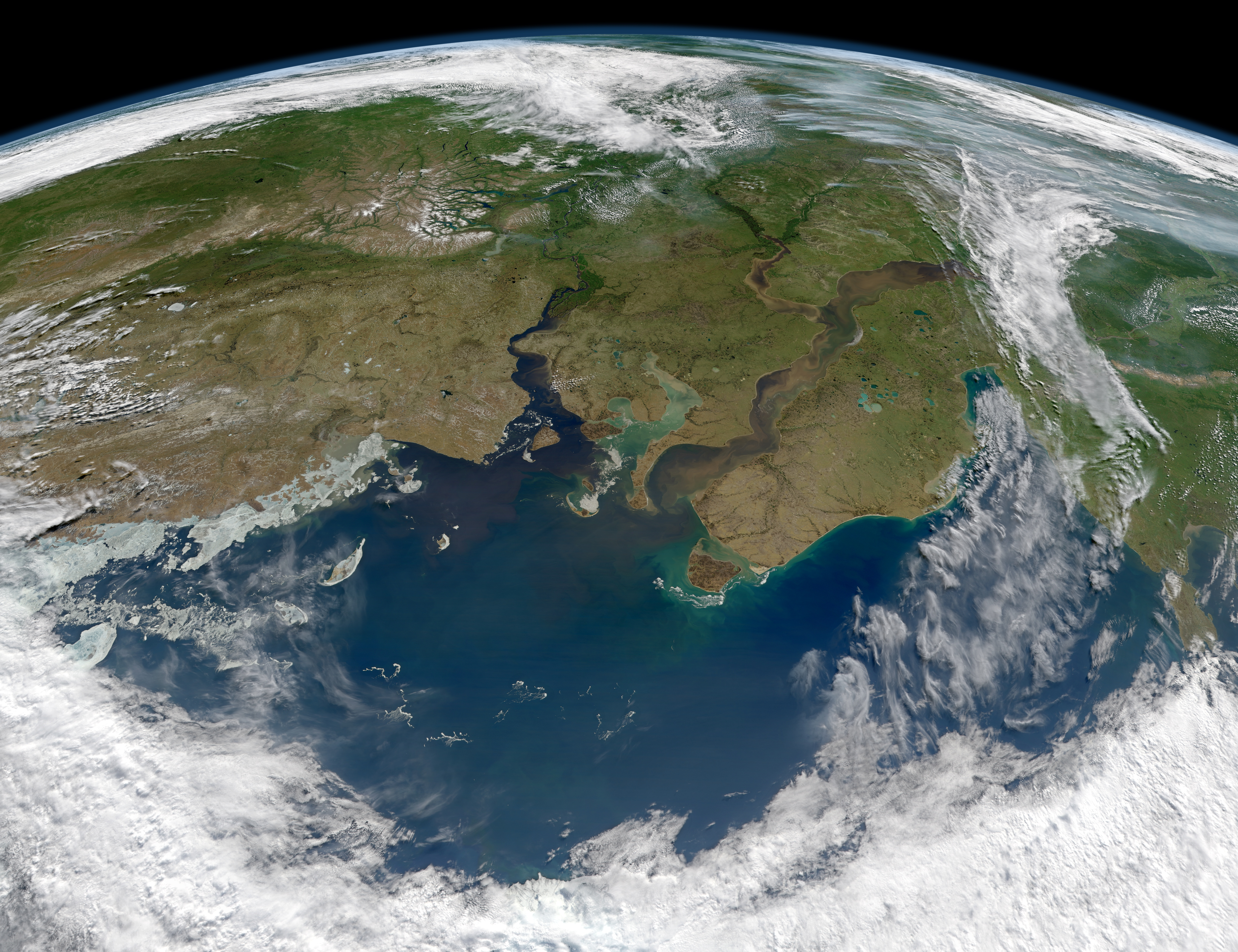
Ujście Jeniseju (z lewej) i Obu do Morza Karskiego widziane z kosmosu

Długość Jeniseju od miejsca połączenia Małego i Wielkiego Jeniseju w pobliżu miasta Kyzył wynosi 3487 km, jednak uznając za przedłużenie Wielki Jenisej długość wzrasta do 4092 km, jeżeli Mały – 4287 km, z kolei długość całego szlaku wodnego Ider gol – Selenga – Bajkał – Angara – Jenisej osiąga 5539 km. Zlewnia Jeniseju obejmuje obszar 2,58 mln km² i jest druga w Rosji pod względem wielkości (po zlewni Obu), a siódma na świecie. Zlewnia jest asymetryczna – prawobrzeżna część jest położona średnio 5/6 razy wyżej – ponieważ Jenisej stanowi na środkowym i dolnym biegu naturalną granicę między Niziną Zachodniosyberyjską (część lewobrzeżna) a wyżynnymi i górzystymi obszarami Syberii Wschodniej. Płynąc na północ od Sajanów do Oceanu Arktycznego, wody Jeniseju pokonują wszystkie strefy klimatyczne Syberii, dzięki czemu u brzegów jednej rzeki są w stanie żyć wielbłądy i niedźwiedzie polarne.
Przez pierwsze 188 km Jenisej określany jest mianem Górskiego (ros. Горный Енисей). Meandrując przez Kotlinę Tuwińską, dzieląc się krótkotrwale na odnogi oraz pokonując liczne brody, szerokość rzeki waha się od 100 do 650 m, głębokość od 4 do 12 metrów, zaś na brodach spada nawet do jednego metra. Za miejscowością Szagonar rozpoczyna się zbiornik retencyjny spiętrzony zaporą Sajańsko-Szuszeńskiej Elektrowni Wodnej. Po połączeniu z rzeką Ciemczik, Jenisej skręca z zachodu na północ, by przez 290 km przebijać się przez Kotlinę Minusińską oraz góry Sajanu Zachodniego, w międzyczasie napotykając mniejszą Majnską Elektrownię Wodną. Od ujścia Abakanu rozpoczyna się długi na 360 km Zbiornik Krasnojarski, utworzony na potrzeby Krasnojarskiej Elektrowni Wodnej.
Pomiędzy Krasnojarskiem, a ujściem Angary dolina Jeniseju rozszerza się do 5 km, zaś koryto rzeczne – do 500 m. Jednak niespełna 300 km poniżej Krasnojarska, w miejscu zwanym Progi Kazaczyńskie, rzeka przebija się przez wychodnie twardych skał magmowych. Tu koryto zwęża się do mniej niż 300 m, ograniczone przez wielkie głazy. Pierwszy próg nosi nazwę „Czarna Płyta”, drugi – „Modest”, od nazwy parostatku, który w końcu XIX w. rozbił się tu i zatonął, trzeci, „Majdan”, uchodzi za najmniej groźny. Większość statków i barek korzysta tu z pomocy specjalnego holownika, który holuje je pod prąd korzystając z liny zakotwiczonej powyżej progów.
Charakter rzeki i jej otoczenia zmienia się ok. 60 km niżej, odkąd z prawego (wschodniego) brzegu zasila ją Angara. W miejscu połączenia Angara jest rzeką potężniejszą niż Jenisej: jej przepływ wynosi tu 4186 m³/s, a przepływ Jeniseju 3311 m³/s. Angara prąd ma szybszy i niesie więcej wody, toteż Jenisej, dotąd płynący na północ, pod jej wpływem zbacza ku północnemu zachodowi. Od ujścia Angary uwidocznia się charakterystyczny podział na nizinny lewy brzeg i górzysty prawy: z prawej towarzyszy rzece łańcuch Gór Jenisejskich, sięgających tylko nieco powyżej 1000 m n.p.m., ale miejscami opadających ku wodzie stromymi, gołymi stokami. Jenisej traci górski charakter, rozlewając się na szerokość od 2500 do 5000 m. Od ujścia Podkamiennej Tunguzki góry, już wyraźnie niższe, pojawiają się również na lewym brzegu. Jenisej przebija się tu przez pasmo starych gnejsów i łupków krystalicznych. Rzeka płynie teraz szybciej, pokonując miejscami bystrza i progi skalne, z których największy, Próg Osinowski, jest sporą przeszkodą w żegludze. Dalej nurt rzeki staje się już spokojny. Jenisej płynie tu na wysokości zaledwie 28 m n.p.m., chociaż do morza pozostaje jeszcze blisko 1700 km.
Niżej rzeka przyjmuje kolejny wielki prawy dopływ – Dolną Tunguzkę. Poniżej jej ujścia Jenisej jest szeroki miejscami do 3 km. Dolina jest szeroka na 40 km u ujścia Dolnej Tunguzki do 150 km w Dudince. Koryto coraz częściej rozdziela się, opływając większe i mniejsze wyspy. Na tym odcinku głębokości wahają się 5–8,5 m, poniżej Dudinki wzrastają do 20–25 m.
Poniżej Dudinki też Jenisej znów skręca na zachód, tworząc wielkie zakole. Nurt rozdziela się na odnogi, jednak główna z nich jest tak szeroka, że ze środka nurtu nie widać jej brzegów. Przy silnym wietrze powstają fale, wielkością nie ustępujące morskim.
Za początek ujściowego odcinka uważa się przylądek Sopocznaja Karga, zaś za Ust-Portem rozpoczyna się delta rzeki. Miejsce, w którym kończy się Jenisej a zaczyna Morze Karskie różnie określano w różnych czasach. Do początków XX w. wyznaczano je w rejonie Ust-Portu, gdzie szerokość rzeki wzrasta do 20 km. W latach międzywojennych ustanawiano ujście w miejscu, w którym odnogi Jeniseju opuszczają archipelag Wysp Brechowskich, łącząc się w estuarium osiągające 50–65 km szerokości. W latach 50. przyjmowano za granicę rzeki i morza przewężenie w rejonie miejscowości Woroncowo, w północnej części tego estuarium, przechodzącego tu w Zatokę Jenisejską. Ostatecznie przesunięto ją jeszcze dalej na zachód, po 82°41’ długości geograficznej wschodniej. Miejsce to określili hydrolodzy wskazując, że tu właśnie wody rzeczne mieszają się z morskimi.

## Hydrologia
Jenisej zalicza się do rzek mieszanego zasilania z przewagą śnieżnego – niecałe 50%. Poza tym wody pochodzą z opadów – 36–38%, a także z wód podziemnych – do 16%, choć ze spadkiem wysokości ten odsetek maleje. Rzeka zamarza dopiero na odcinku nizinnym na początku października.
Przepływ u początków Jeniseju w Kyzyle wynosi 1009 m³/s, w rejonie Sajanogorska 1484 m³/s, w Krasnojarskiej Elektrowni Wodnej 2723 m³/s, w rejonie Krasnojarska 2864 m³/s, w pobliżu Jenisejska 7724 m³/s, po połączeniu z Podkamienną Tunguzką 10768 m³/s, w Igarce 18395 m³/s, przy ujściu 19700 m³/s.
Największe dopływy Jeniseju:
- Lewe: Chiemczik, Kantiegir, Abakan, Kiem, Kas, Sym, Dubczes, Jełoguj, Turuchan, Mała Chieta, Wielka Chieta, Tanama, Griaznucha
- Prawe: Us, Kebeż, Tuba, Syda, Sisim, Mana, Kan, Angara, Wielki Pit, Podkamienna Tunguzka, Bachta, Dolna Tunguzka, Kuriejka, Chantajka, Dudinka

Ponadto do Jeniseju uchodzi około 500 mniej lub bardziej znacznych rzek o łącznej długości 300 tys. km.

## Urbanizacja

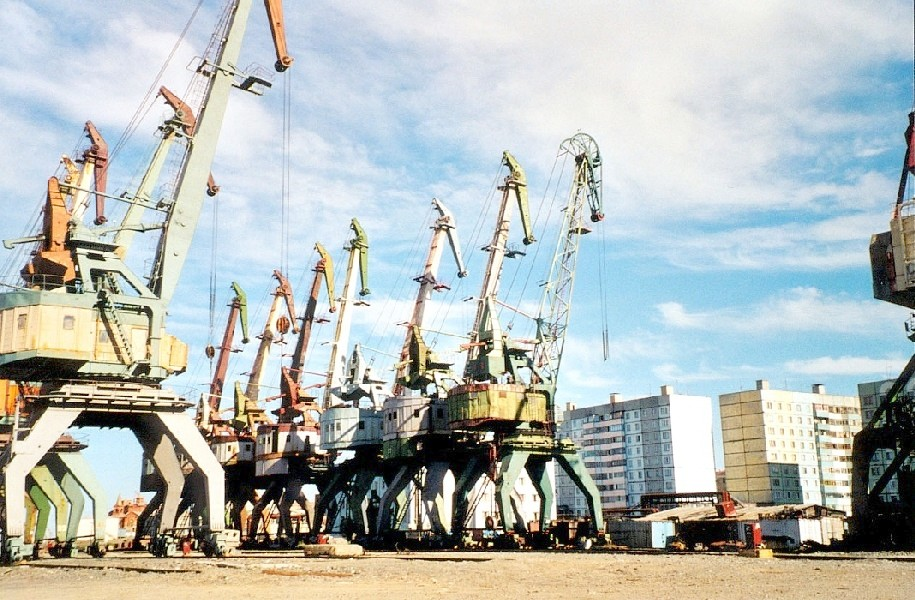
Port w Dudince

### Miasta położone nad Jenisejem
Kyzył, Szagonar, Sajanogorsk, Minusińsk, Abakan, Diwnogorsk, Krasnojarsk, Sosnowoborsk, Żeleznogorsk, Lesosibirsk, Jenisejsk, Igarka, Dudinka.

### Pozostałe miejscowości
Czeriomuszki, Majna, Szuszenskoje, Ust-Abakan, Nowosiołowo, Beriozowka, Atamanowo, Kazaczinskoje, Turuchańsk, Kuriejka, Ust-Port, Karaul, Podtiosowo

## Znaczenie gospodarcze

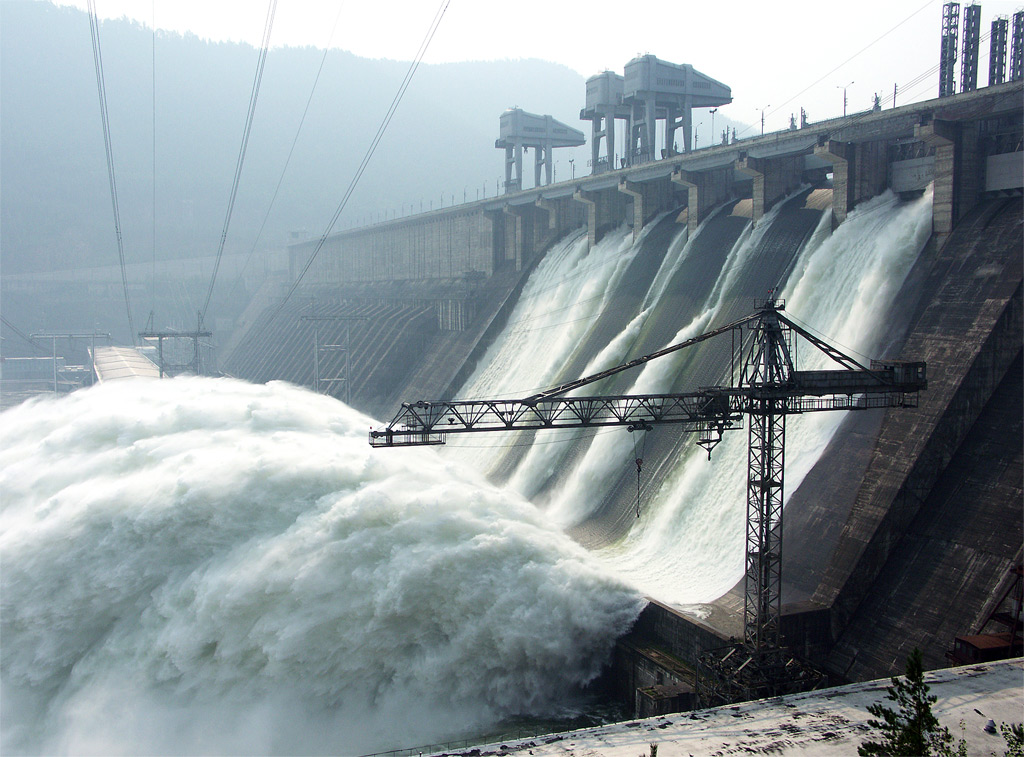
Krasnojarska Elektrownia Wodna

Jenisej jest najważniejszym szlakiem wodnym Kraju Krasnojarskiego, używany m.in. do spławu drewna. Jest żeglowny na długości 3013 km od Sajanogorska do ujścia; na ostatnim odcinku do Igarki mogą kursować statki pełnomorskie. Głównymi portami na Jeniseju są: Abakan, Krasnojarsk, Striełka, Makłakowo, Jenisejsk, Turuchańsk, Igarka, Ust-Port. Na potrzeby transportu między poziomami Krasnojarskiej Elektrowni Wodnej skonstruowano unikalny podnośnik okrętów. Żeglugę śródlądową miał usprawniać wybudowany w XIX wieku Kanał Ob-Jenisejski, jednak obecnie jego znaczenie jest marginalne.
Jenisej jest najzasobniejszą w wodę rzeką syberyjską, dzięki czemu posiada olbrzymi potencjał energetyczny, wykorzystywany przez liczne elektrownie wodne.